# Pierszczewko
Pierszczewko (kaszub. Pierszczewkò) – wieś położona w województwie pomorskim, w powiecie kartuskim, w gminie Stężyca. Położona na Kaszubach. na terenie Kaszubskiego Parku Krajobrazowego w pobliżu przesmyku pomiędzy Jeziorem Patulskim a Jeziorem Ostrzyckim. Pierszczewko jest częścią składową sołectwa Pierszczewo. W kierunku wschodnim od Pierszczewka znajduje się okalany wodami Jeziora Ostrzyckiego rezerwat przyrody Ostrzycki Las.
Pierszczewko 31 grudnia 2018 r. miało 48 stałych mieszkańców.
W latach 1975–1998 miejscowość administracyjnie należała do województwa gdańskiego.